# 髙樹のぶ子
髙樹 のぶ子（たかぎ のぶこ、1946年4月9日 - ）は、日本の小説家。日本芸術院会員、文化功労者、元九州大学アジア総合政策センター特任教授（アジア現代文化研究部門）。本名は鶴田信子（つるた のぶこ）。
東京女子大短期大学部教養学部卒。出版社勤務を経て結婚し福岡に転居したころから、同人誌に作品を発表し始める。『その細き道』(1983年)以降、「遠すぎる友」「追い風」が次々と芥川賞候補となり、4度目の候補作『光抱く友よ』(1984年)で受賞。恋愛や友情、若い女性の心理を中心に、人間の本質に切り込む真率な作風が高く評価されている。

## 来歴・人物
- 山口県防府市出身。父は海軍予備学生の特攻隊を経て戦後山口大学で生物学を教えていた高木恭介。松崎小学校、国府中学校、山口県立防府高等学校、1968年東京女子大学短期大学部教養科卒業[1]。培風館に勤務。
- 1971年学生時代から交際していた男性と結婚。74年福岡へ転居、男子を産む。同年父が急死。78年自身の恋愛のため離婚し子との接触を禁じられる。『らむぷ』の同人となる。1980年鶴田哲朗と再婚[2]。文學界新人賞の最終候補に二度残り、1980年、『その細き道』を『文學界』に発表、小説家デビュー[3]。
- 2005年より九州大学アジア総合政策センター特任教授（アジア現代文化研究部門）を務める。かつては野間文芸賞、大佛次郎賞、島清恋愛文学賞、芥川賞、朝日賞[4]などの選考委員を務めていた。2017年、日本芸術院会員に選ばれる。
- 児童文学者の那須正幹の二度目の妻は高樹の又従妹にあたる。

## 受賞歴
- 1984年、『光抱く友よ』で芥川賞
- 1994年、『蔦燃』で島清恋愛文学賞
- 1995年、『水脈』で女流文学賞
- 1999年、『透光の樹』で谷崎潤一郎賞
- 2006年、『HOKKAI』で芸術選奨文部大臣賞
- 2009年、紫綬褒章受勲[5]
- 2010年、「トモスイ」で川端康成文学賞
- 2017年
  - 日本芸術院賞
  - 旭日小綬章受章[6]
- 2018年、文化功労者[7]
- 2020年、『小説伊勢物語 業平』で泉鏡花文学賞
- 2021年、『小説伊勢物語 業平』で毎日芸術賞

## 著書
- 『その細き道』文藝春秋 1983　のち文庫
- 『寒雷のように』文藝春秋 1984　のち文庫
- 『光抱く友よ』新潮社 1984　のち文庫
- 『波光きらめく果て』文藝春秋、1985　のち文庫
- 『街角の法廷』新潮社 1985  のち文庫
- 『星夜に帆をあげて さつきさん物語』文藝春秋 1986
- 『陽ざかりの迷路』新潮社 1987 のち文庫
- 『花嵐の森ふかく』文藝春秋 1988　のち文庫
- 『虹の交響』講談社 1988　のち文庫
- 『熱い手紙』文藝春秋 1988　のち文庫
- 『ゆめぐに影法師』集英社 1989　のち文庫
- 『時を青く染めて』新潮社（純文学書き下ろし特別作品）1990　のち文庫
- 『ブラックノディが棲む樹』文藝春秋 1990　のち文庫
- 『霧の子午線』中央公論社 1990　のち文庫
- 『フラッシュバック』文藝春秋 1991　のち文庫
- 『哀歌は流れる』新潮社 1991  のち文庫
- 『サザンスコール』日本経済新聞社、1991　のち新潮文庫
- 『白い光の午後』文藝春秋 1992  のち文庫
- 『彩雲の峰』福武書店 1992　のち新潮文庫
- 『これは懺悔ではなく』講談社 1992　のち文庫
- 『湖底の森』文藝春秋 1993  のち文庫
- 『銀河の雫』文藝春秋 1993 のち文庫
- 『氷炎』講談社 1993  のち文庫
- 『蔦燃』講談社 1994　のち文庫
- 『熱』文藝春秋(書下し文芸作品)1994　のち文庫
- 『花弁を光に透かして』朝日新聞社 1995　のち文庫
- 『億夜』講談社 1995  のち文庫
- 『水脈』文藝春秋 1995　のち文庫
- 『葉桜の季節』講談社 1996  のち文庫
- 『花渦』講談社 1996  のち文庫
- 『恋愛空間』講談社 1997  のち文庫
- 『彩月』文藝春秋 1997　のち文庫
- 『イスタンブールの闇』中央公論社、1998　のち文庫
- 『蘭の影』新潮社 1998　のち文庫
- 『サモア幻想』日本放送出版協会 1998
- 『透光の樹』文藝春秋 1999　のち文庫
- 『百年の預言』朝日新聞社、2000　のち文庫、新潮文庫
- 『燃える塔』新潮社、2001　のち文庫
- 『満水子』講談社、2001　のち文庫
- 『妖しい風景』講談社 2001 のち文庫
- 『エフェソス白恋』文化出版局 2002 のち講談社文庫
- 『罪花』文藝春秋 2003　のち文庫
- 『ナポリ魔の風』文藝春秋、2003　のち文庫
- 『マイマイ新子』マガジンハウス 2004　のち新潮文庫、ちくま文庫
- 『高樹のぶ子book ロング&ワインディング・ロード』マガジンハウス 2005
- 『HOKKAI』新潮社、2005
- 『Fantasia』文藝春秋 2006  のち文庫
- 『せつないカモメたち』朝日新聞社 2006　のち文庫
- 『うまくいかないのが恋』（エッセイ）幻冬舎、2008
- 『甘苦上海』（がんくうシャンハイ）全4巻 日本経済新聞社、2009
- 『ショパン　奇蹟の一瞬 聴きながら読むジョルジュ・サンドとの愛』PHP研究所、2010
- 『甘苦上海 完結版』日本経済新聞出版社 2010 のち文春文庫
- 『花迎え』小学館 2010 のち文庫
- 『飛水』講談社、2010 のち文庫
- 『トモスイ』新潮社、2011 のち文庫
- 『アジアに浸る』文藝春秋、2011
- 『マルセル』毎日新聞社、2012 のち文春文庫
- 『香夜』集英社、2013
- 『少女霊異記』文藝春秋、2014 のち潮文庫で 『明日香さんの霊異記』へ改題
- 『オライオン飛行』講談社、2016
- 『白磁海岸』小学館、2017
- 『格闘』新潮社、2019 のち文庫
- 『ほとほと 歳時記ものがたり』毎日新聞出版、2019
- 『私が愛したトマト』潮出版社、2022 のち文庫
- 『小説伊勢物語 業平』日本経済新聞出版、2020[8]
- 『歳時記夢幻舞台 24の旅』潮出版社、2022
- 『小説小野小町 百夜』日本経済新聞出版、2023

## 映画化された作品
- 波光きらめく果て 1986　藤田敏八監督
- 霧の子午線 1996　出目昌伸監督
- 透光の樹 2004　根岸吉太郎監督
- マイマイ新子と千年の魔法 2009　片渕須直監督

## 出演

### 舞台
- なにげに文士劇2024 旗揚げ公演『放課後』（2024年11月16日、サンケイホールブリーゼ） - 朝倉加奈子 役[9]